# بريان دينيهي
بريان دينيهي (بالإنجليزية: Brian Mannion Dennehy)‏ (9 يوليو 1938-15 أبريل 2020) ممثل أمريكي معروف، وحائز على جائزة غولدن غلوب. شارك في نحو 40 فيلم، منها فيلم رامبو: الدم الأول 2. كما له أعمال مسرحية أضيف على إثرها في قائمة مشاهير المسرح الأمريكي للعام 2010. توفي في 15 أبريل 2020 بولاية كونيتيكت الأمريكية، وقد ناهز عمره الـ 81 عام من أهم أعماله على الإطلاق تجسيده لشخصية كين ماكيلروي فيلم In Broad Daylight الذي كشف عن موهبة ومقدرة حقيقية لهذا الممثل .

## وصلات خارجية
- بريان دينيهي على موقع IMDb (الإنجليزية)
- بريان دينيهي على موقع الموسوعة البريطانية (الإنجليزية)
- بريان دينيهي على موقع روتن توميتوز (الإنجليزية)
- بريان دينيهي على موقع قاعدة بيانات الأفلام العربية
- بريان دينيهي على موقع ألو سيني (الفرنسية)
- بريان دينيهي على موقع تيرنر كلاسيك موفيز (الإنجليزية)
- بريان دينيهي على موقع أول موفي (الإنجليزية)
- بريان دينيهي على موقع قاعدة بيانات برودواي على الإنترنت (الإنجليزية)
- بريان دينيهي على موقع قاعدة بيانات الأفلام السويدية (السويدية)
- بريان دينيهي على موقع إن إن دي بي (الإنجليزية)
- بريان دينيهي في قاعدة بيانات أقل من برودواي على الإنترنت